# Tomorrow Is a Long Time
Pistes de Bob Dylan's Greatest Hits Vol. 2
It's All Over Now, Baby Blue When I Paint My Masterpiece
Tomorrow Is a Long Time est une chanson de Bob Dylan. Elle est apparue pour la première fois sur la compilation Bob Dylan's Greatest Hits Vol. 2 (1971), dans une version enregistrée lors du concert de Dylan au Town Hall de New York, le 12 avril 1963.
Dylan a effectué d'autres enregistrements de la chanson, notamment pour les « Witmark Demos » en décembre 1962 (parue en 2010 dans le volume 9 des Bootleg Series) ou lors des sessions de l'album New Morning en 1970 (inédite à ce jour).

## Reprises
- Ian and Sylvia sur l'album Four Strong Winds (1964)
- Judy Collins sur l'album Fifth Album (1965)
- Odetta sur l'album Odetta Sings Dylan (1965)
- Elvis Presley sur l'album Spinout (1966)
- Rod Stewart sur l'album Every Picture Tells a Story (1971)
- Sandy Denny sur l'album Sandy (1972)
- Passion Fodder sur le single Peter O'Toole (1985)
- Nick Drake sur l'album Family Tree (2007)
- Chrissie Hynde sur l'album Standing In The Doorway : Chrissie Hynde Sings Bob Dylan (2021)